# Aglaeactis pamela
Aglaeactis pamela là một loài chim trong họ Trochilidae.